# Corynosoma strumosum
Corynosoma strumosum är en hakmaskart som först beskrevs av Rudolphi 1802.  Corynosoma strumosum ingår i släktet Corynosoma och familjen Polymorphidae. Arten är reproducerande i Sverige. Inga underarter finns listade i Catalogue of Life.